# Dick Clark's New Year's Rockin' Eve
Dick Clark's New Year's Rockin' Eve (NYRE) é uma transmissão especial de televisão anual de Ano Novo transmitida pela ABC. As transmissões especiais, principalmente da Times Square em Nova York é caracterizada pela proeminente cobertura da queda da Bola da Times Square, juntamente com apresentações musicais ao vivo e pré-gravadas por músicos populares de Hollywood, respectivamente, além de performances ao vivo e cobertura de festividades de Nova Orleans.
Seu criador foi o artista Dick Clark. As duas primeiras edições, que foram hospedadas por Three Dog Night e George Carlin, respectivamente, e que caracterizaram Dick Clark, assumindo o papel de repórter da Times Square, foram transmitidas pela NBC em 1973 e 1974, respectivamente. Em 1974-1975, o programa mudou-se para sua atual sede da ABC, e Clark assumiu o papel de anfitrião.
Após a morte de seu concorrente Guy Lombardo e um declínio dos especiais da CBS, o New Year's Rockin' Eve cresceu em popularidade, e se tornou arraigada na cultura pop - mesmo levando o próprio Clark a fazer aparições em outros programas na paródia de seu papel. Até hoje, o New Year's Rockin' Eve tem permanecido consistentemente na transmissão especial de Ano Novo com a maior audiência pelas principais redes de televisão dos Estados Unidos; sua edição de 2012 atingiu o pico de 22,6 milhões de espectadores domésticos - sem incluir os espectadores que assistiam de locais públicos, que historicamente não eram medidos pela Nielsen.
Foi apresentado pelo Dick Clark desde a edição de 1972 até 2004, em 2005 foi Regis Philbin quem apresentou, Dick Clark voltou em 2006 e apresentou novamente até 2012, mas desde então devido ao seu falecimento é apresentado pelo Ryan Seacrest. E um dos programas de TV mais assistidos na virada do ano, principalmente pela transmissão da "queda da bola" na Times Square.